# Julià Arcas
Julià Arcas, né le 7 janvier 1926 à Vélez-Blanco et décédé le 12 janvier 2001 à Figueras, est un footballeur espagnol qui évolue au poste d’attaquant du milieu des années 1940 à la fin des années 1950.
Buteur prolifique, Arcas est l'un des meilleurs joueurs du RCD Español durant les onze années qu'il passe au club. Il devient par la suite entraîneur et dirige notamment le Cádiz CF ainsi que l'Español.

## Biographie
Julián Arcas Sánchez, dit Julià Arcas, naît le 7 janvier 1926 à Vélez-Blanco, dans la province d'Almería en Espagne. Il fait ses débuts dans le monde du football à l'Unió Atlètica d'Horta, de 1945 à 1947. Arcas rejoint le club barcelonais du RCD Español en 1947.
Il découvre la Primera División le 16 février 1947 en étant titularisé par José Planas contre le Celta de Vigo (défaite 3-2). La journée suivante, Arcas inscrit son premier but dans l'élite espagnole lors d'un succès 4-0 face au Séville FC à l'Estadi de Sarrià. Arrivé en cours de saison, il finit l'exercice avec un but en quatre matchs.
Prêté au Terrassa FC pour la saison 1947-1948, Arcas peine à se faire une place dans l'effectif de l'Español à son retour et termine la saison 1948-1949 avec deux matchs. Après deux ans de tâtonnements, l'attaquant éclot à partir de l'exercice 1950-1951. Auteur de seize réalisations en vingt-quatre matchs, il fait partie des meilleurs canonniers du championnat et sécurise une place de titulaire chez les Pericos. Arcas atteindra le sommet de sa carrière tout au long de la saison 1952-1953 où il marque vingt-et-un buts en championnat.
L'année 1956 le voit devenir le meilleur buteur de l'histoire du club avec quatre-vingt-six buts, record qui sera par la suite battu par Rafael Marañón. Devenu trentenaire et moins performant, Arcas quitte l'Español deux ans plus tard en comptant cent-trois buts en deux-cent-trente-quatre rencontres officielles. Convoqué avec la sélection espagnole, il ne foulera jamais la pelouse pour la Roja. Cependant, Arcas honore trois sélections pour deux buts avec la Catalogne, entre 1954 et 1956.
Arcas termine sa carrière au Cádiz CF lors de la saison 1958-1959, équipe dont il est également entraîneur. Il marque à sept reprises en neuf matchs de Segunda División.
Une fois sa retraite prise, Arcas se reconvertit en entraîneur et échoit dès 1959 de l'Unió Esportiva Figueres qu'il dirige une saison. Il est nommé à la tête du RCD Español en 1961 mais ne reste qu'une demie saison. Par la suite, Arcas entraîne de nombreuses équipes, surtout catalanes, jusqu'en 1980.
Arcas décède le 12 janvier 2001 à Figueras, âgé de soixante-quinze ans.